# Perxylobates sinensis
Perxylobates sinensis är en kvalsterart som beskrevs av Wen, Aoki och Xiaolin Wang 1984. Perxylobates sinensis ingår i släktet Perxylobates och familjen Protoribatidae. Inga underarter finns listade i Catalogue of Life.